# 에히메 FC

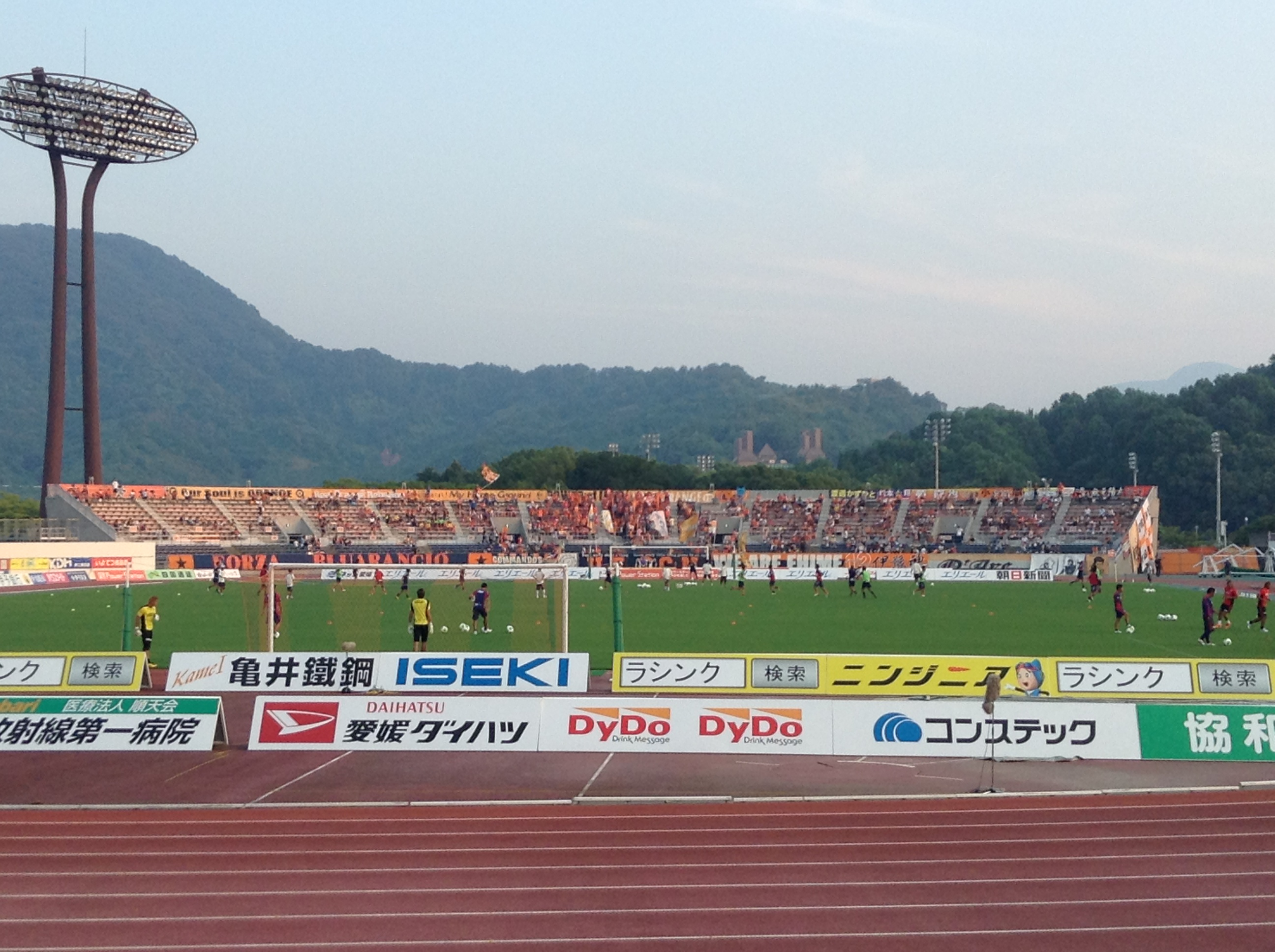

에히메 FC(Ehime F.C.,愛媛FC)는 일본 에히메현 마쓰야마시를 연고로 하는 J리그 축구팀이다.

## 역사
1970년 창단된 마츠야마SC가 에히메 FC의 전신이다. 1995년 에히메 FC로 이름을 변경. 하부리그를 거쳐 2005년 JFL 우승컵을 차지하며 2006년 J2리그로 승격하였다. 이는 시코쿠 지역 최초 J리그 클럽이었다.

## 선수단

### 현재 선수 명단
참고: FIFA 자격 규정에 따라 소속된 국가대표팀 국기를 표시합니다. 선수는 복수의 FIFA 비회원국 국적을 가지고 있을 수 있습니다.
| 번호 | 포지션 | 국적 | 이름                                            |
| ---- | ------ | ---- | ----------------------------------------------- |
| 1    | GK     |      | 코다마 츠요시                                   |
| 2    | DF     |      | 우라타 노부히사                                 |
| 3    | DF     |      | 모리와키 료타                                   |
| 4    | DF     |      | 니시오카 다이키                                 |
| 5    | MF     |      | 후지타 이부키                                   |
| 6    | DF     |      | 미하라 코헤이                                   |
| 7    | MF     |      | 콘도 타카시                                     |
| 8    | MF     |      | 코지마 슈토                                     |
| 9    | MF     |      | 야스다 코다이                                   |
| 10   | FW     |      | 세누마 유지 (시미즈 에스펄스에서 임대)          |
| 11   | FW     |      | 오모테하라 겐타                                 |
| 14   | MF     |      | 시라이 코스케                                   |
| 15   | DF     |      | 모테기 리키야 (우라와 레드 다이아몬즈에서 임대) |

| 번호 | 포지션 | 국적 | 이름                                              |
| ---- | ------ | ---- | ------------------------------------------------- |
| 16   | MF     |      | 에구치 나오                                       |
| 17   | FW     |      | 사카노 토요후미 (우라와 레드 다이아몬즈에서 임대) |
| 18   | FW     |      | 니시다 고 (주장)                                  |
| 20   | FW     |      | 카와하라 카즈히사                                 |
| 21   | GK     |      | 히키치 유야                                       |
| 22   | DF     |      | 후카야 유키                                       |
| 23   | DF     |      | 린도 마코토                                       |
| 24   | DF     |      | 나카지마 요시키                                   |
| 25   | DF     |      | 박찬용                                            |
| 26   | MF     |      | 후지 나오야                                       |
| 31   | GK     |      | 오니시 쇼고                                       |
| 32   | GK     |      | 박성수                                            |
| 36   | DF     |      | 박광일                                            |
| 39   | DF     |      | 우치다 켄타                                       |
| 40   | DF     |      | 스즈키 류가                                       |

## 역대 감독
| 감독              | 임기        |
| ----------------- | ----------- |
| 이비차 바르바리치 | 2009 ~ 2012 |
| 기야마 다카시     | 2015 ~ 2016 |

## 마스코트
에히메 FC의 마스코트는 '오레 군(オ〜レ君)', '타마히메 양(たま媛ちゃん)', '이요칸타(伊予柑太)' 세 가지로, 에히메 현의 특산물인 귤 종류를 의인화한 것이다. 마스코트 디자인은 한국에서 만화 '사고뭉치! 피스 전기만물상'으로 알려진 만화가 노다 타츠키가 맡았다. 에히메 현 출신인 노다 타츠키는 에히메 FC를 모티프로 한 만화 'GOGO! FC 오렌지'의 작가이기도 하며 현재 에히메 FC 공식 웹사이트에 '노다 선생의 만화 코너'라는 제목으로 만평을 연재하고 있다.

## 같이 보기
- 만화가 노다 타츠키(能田達規) - 에히메 FC의 마스코트 디자이너
- 만화 GOGO! FC 오렌지(원제 ORANGE) - 에히메 FC를 모티프로 한 만화